# Sidney Obissa
Sidney Evrard Viérin Obissa (Libreville, 4 mei 2000) is een Gabonees-Frans voetballer die in het seizoen 2021/22 door AC Ajaccio wordt uitgeleend aan Olympic Club Charleroi.

## Clubcarrière
Obissa maakte in juli 2019 de overstap van Football Bourg-en-Bresse Péronnas 01 naar AC Ajaccio. Daar speelde hij in het seizoen 2019/20 negen competitiewedstrijden voor het tweede elftal in de Championnat National 3. Ook in het seizoen daarop kwam hij enkel aan de bak bij het tweede elftal. In juni 2020 ondertekende hij wel een profcontract bij Ajaccio.
In de zomer van 2021 leende Ajaccio hem voor één seizoen uit aan de Belgische derdeklasser Olympic Club Charleroi.

## Interlandcarrière
Obissa maakte op 11 oktober 2020 zijn interlanddebuut voor Gabon in een vriendschappelijke interland tegen Benin (0-2-verlies). Obissa nam met Gabon deel aan de Afrika Cup 2021. In de eerste groepswedstrijd tegen de Comoren (0-1-winst) speelde hij de volledige wedstrijd. In de groepswedstrijden tegen Ghana en Marokko kwam hij niet in actie, maar in de achtste finale tegen Burkina Faso kreeg hij opnieuw een basisplaats. In de 67e minuut kreeg hij bij een 1-0-achterstand een tweede gele kaart, waardoor hij van het veld moest. Gabon maakte in de blessuretijd nog gelijk, maar verloor uiteindelijk na strafschoppen.